# O’Dea Castle
O’Dea Castle (auch Dysert O’Dea Castle; irisch Caisleán Uí Dheá) ist ein Tower House, das als Burg beschrieben wird, in Dysert O’Dea, der früheren Festung des Clan O’Dea, etwa 5 km südlich von Corofin im irischen County Clare, direkt neben der Fernstraße R476. Die Burg ließ Diarmaid Ó Dea, Herr von Cineál Fearmaic, zwischen 1470 und 1490 errichten; sie steht etwa 15 Meter hoch auf einem Kalksteinfelskopf und ihr Grundriss misst 6 Meter × 12 Meter. Das Tower House schließt sich an das Kloster Dysert O’Dea an.

## Geschichte

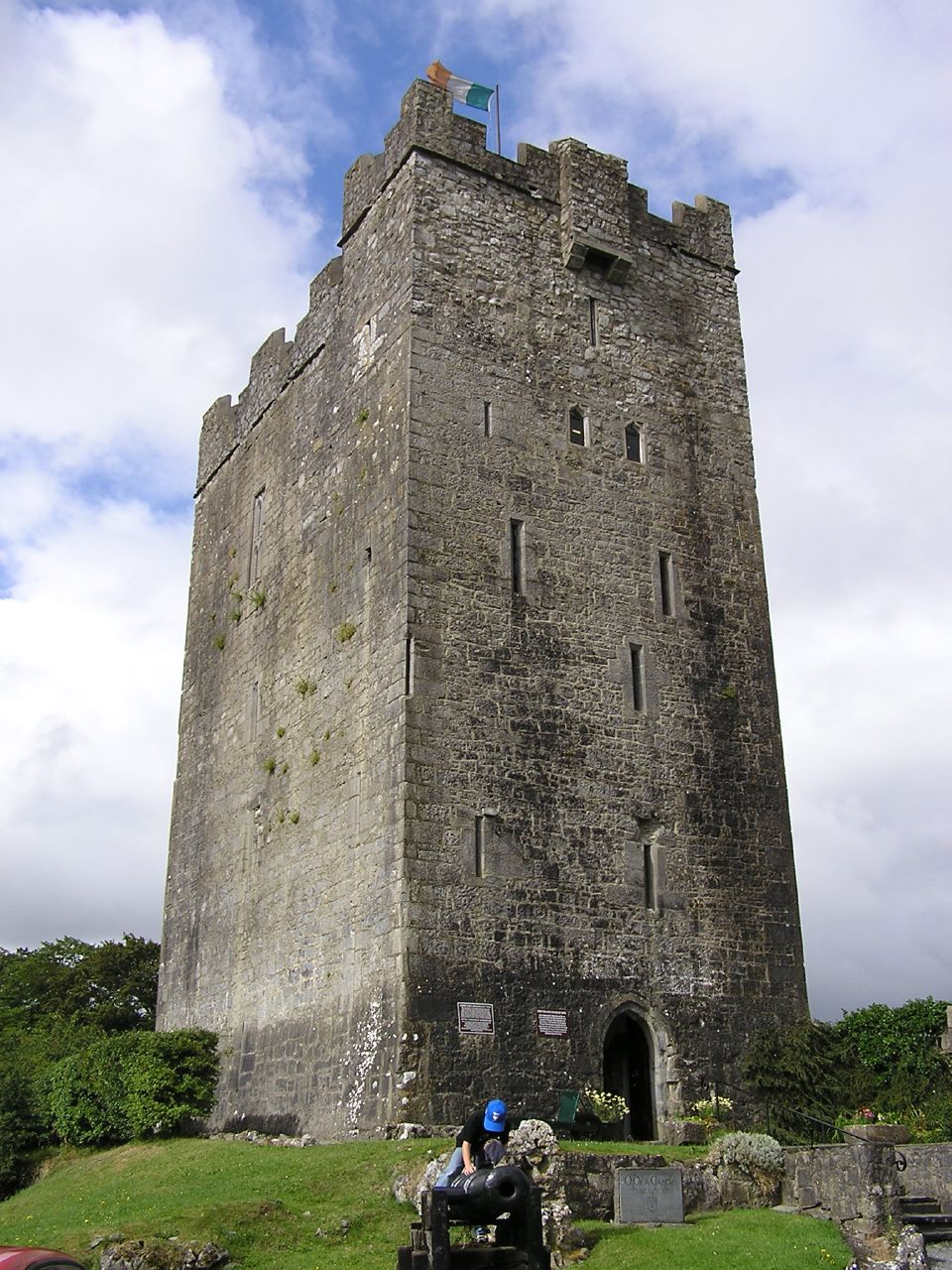
Nahaufnahme des Tower Houses

Die Schlacht von Dysert O’Dea, bei der die Anglonormannen für über 200 Jahre aus der Gegend vertrieben wurden, fand am 10. Mai 1318 an dieser Stelle statt. Die Burg ließ Diarmaid Ó Dea, Herr von Cineál Fearmaic, in der Zeit zwischen 1470 und 1490 errichten. Thomas Butler, 10. Earl of Ormond, eroberte die sie von O’Dea-Clan 1570. Aber 1584 hatte der Clan sie wieder zurückerobert. Damals war Domhnall Maol Ó Dea als Besitzer verzeichnet. Domhnall Maol Ó Dea unterstützte die Clanchefs aus dem Norden im Neunjährigen Krieg (1594–1603) und in der Folge fiel Dysert O’Dea Castle an den protestantischen Bischof von Kildare, Daniel Neylon, der es 1594 seinem Sohn John vermachte. Bald kehrte es aber zum O’Dea-Clan zurück. Conor Cron O’Dea unterstützte die Konföderierten und nahm 1642 an der erfolgreichen Belagerung von Ballyalla Castle teil.
Nach dem Fall von Limerick 1651 an die Truppen von Oliver Cromwell wurde die Burg mit einer kleinen Garnison belegt. Als die Soldaten O’Dea Castle verließen, zerstörten sie die Zinnen, die oberen Stockwerke und das Treppenhaus. Die Familie Neylon kehrte dann zurück, aber in der Regierungszeit von König Karl II. von England erhielt Conor Cron O’Dea die Burg zurück. Conors Söhne, Michael und James, unterstützten die Sache von König Jakob II. von England und so verloren sie erneut ihre Burg. Ihre Ländereien fielen an die Familie Synge, aber die Burg verfiel später langsam zu einer Ruine.
1970 kaufte John O’Day aus Wisconsin Rapids in den USA das Tower House und ließ es restaurieren. Dann verpachtete er es an die Dysert Development Association, die mit Hilfe des Irish Tourist Board 1986 das Dysert O’Dea Castle Archaeology Centre eröffnete. Dort wurde eine Ausstellung dort gefundener Artefakte von der Steinzeit bis 1922 gezeigt.
Die Burg gewann auch den Clare Tourism Award als eines der am authentischsten wiederaufgebauten Burgen Irlands.

### Heute
Heute wird das Centre Clare Archaeology Centre genannt; dort sind Artefakte aus der Zeit von 1000 v. Chr. bis 1700 n. Chr. ausgestellt, die Geschichte der Gegend über die letzten 300 Jahre dargestellt und es ist ein Mauerumgang über einen Teil der Burg möglich. Der Dysert O’Dea Archaeology Trail schließt Fundort in der Umgebung der Burg mit ein, z. B. die Überreste des Klosters Dysert O’Dea.